# Jerry Finn
Jerry Finn nació el 31 de marzo de 1969 y fue un productor estadounidense conocido por haber trabajado con bandas punk rock, pop punk y de rock alternativo como AFI, Blink-182, Alkaline Trio, MxPx, Rancid, Green Day, The Offspring y Morrissey. Últimamente trabajó con Rancid y Tiger Army en la grabación y mezclas de sus más recientes trabajos. El 21 de agosto de 2008 falleció a causa de una hemorragia cerebral tras haber estado un mes hospitalizado.
Mark Hoppus escribió en su blog personal:

Estoy aquí sentado y no se qué escribir. Me faltan palabras. Nada de lo que pueda decir se acercará a la descripción de que fantástico hombre era Jerry. Su talento, su risa, su amor por la vida. Cada día que pasé con Jerry durante los últimos diez años siento que me enseñó algo nuevo sobre música, grabación o la vida. Creo que todos los que conocieron a Jerry dirían lo mismo. Me siento bendecido por haber trabajado y aprendido tanto de él, pero sobre todo me honra llamarle mi querido amigo. Jerry, ya te echo de menos.
Mark Hoppus

## Discografía
- Green Day - Dookie (1994) (mezclado)
- The Muffs - Blonder and Blonder (1995) (producido y mezclado)
- Pennywise - About Time (1995)
- Rancid - ...And Out Come the Wolves (1995)
- Jawbreaker - Dear You (1995) (mezclado)
- Green Day - Insomniac (1995) (mezclado)
- Fastball - Make Your Mama Proud (1996)
- The Daredevils - Hate You (1996)
- Smoking Popes - Destination Failure (1997)
- Coward - Self-Titled (1997)
- Superdrag - Head Trip in Every Key (1998)
- Rancid - Life Won't Wait (1998) (mezclado)
- The Vandals - Hitler Bad, Vandals Good (1998) (mezclado)
- The Living End - The Living End (1998) (mezclado)
- Blink-182 - Enema of the State (1999)
- Fenix*TX - Fenix*TX (1999)
- Blink-182 - The Mark, Tom, and Travis Show: The Enema Strikes Back (2000)
- MxPx - The Ever Passing Moment (2000)
- The Marvelous 3 - ReadySexGo! (2000)
- Fenix*TX - Lechuza (2001)
- Sum 41 - All Killer No Filler (2001)
- Alkaline Trio - From Here to Infirmary (2001) (mezclado)
- Blink-182 - Take Off Your Pants And Jacket (2001)
- Green Day - International Superhits! (2001) (coproducido)
- Bad Religion - The Process of Belief (2002) (mezclado)
- Box Car Racer - Box Car Racer (2002)
- MxPx - Ten Years and Running (2002)
- Sparta - Wiretap Scars (2002)
- Vendetta Red - Between the Never and the Now (2003)
- AFI - Sing the Sorrow (2003) (coproducido y mezclado)
- Alkaline Trio - Good Mourning (2003) (coproducido y mezclado)
- Blink-182 - self-titled (2003)
- Morrissey - You Are the Quarry (2004)
- Marjorie Fair - Self Help Serenade (2004)
- The Vandals - Hollywood Potato Chip (2004) (mezclado)
- Eisley - Room Noises (2005) (mezclado)
- The Offspring - Greatest Hits (2005)
- Alkaline Trio - Crimson (2005)
- Blink-182 - Greatest Hits (2005)
- AFI - Decemberunderground (2006)
- +44 - When Your Heart Stops Beating (2006) (coproducido y mezclado)
- Tiger Army - Music from Regions Beyond (2007)
- Morrissey - Greatest Hits (2008)
- Morrissey - Years of Refusal